# كلارا سانشيز (دراج)
كلارا سانشيز (بالفرنسية: Clara Sanchez)‏ مواليد 20 سبتمبر 1983 في فرنسا، هو دراج فرنسي في صنف سباق الدراجات على المضمار. شارك في دورة الألعاب الأولمبية الصيفية.

## روابط خارجية
- كلارا سانشيز على موقع أرشيف الدراجات (الإنجليزية)
- كلارا سانشيز على موقع CycleBase (الإنجليزية)
- كلارا سانشيز على موقع اللجنة الأولمبية الدولية (الإنجليزية)
- كلارا سانشيز على موقع أوليمبيديا (الإنجليزية)
- كلارا سانشيز على موقع اللجنة الأولمبية الفرنسية (مؤرشف) (الفرنسية)